# Добротворская ТЭС
Добротворская ТЭС (ранее «Львовско-Волынская ГРЭС») — теплоэлектростанция в Добротворе (Шептицкий район Львовской области) проектной мощностью 700 МВт, является структурным подразделением ПАО «ДТЭК Западэнерго» (укр.). Конечным владельцем станции является Ринат Ахметов в лице материнского холдинга СКМ.

## История
Станция построена тремя очередями в 1955—1969 гг.:
- Первый турбогенератор на Добротворской ТЭС мощностью 25 МВт был введён в эксплуатацию 15 декабря 1955 года. 11 января 1956 года ГРЭС дала первый промышленный ток[1]. С вводом в эксплуатацию второго турбогенератора 25 МВт и двух котлоагрегатов паропроизводительностью по 120 т/ч в октябре 1956 года было закончено строительство первой очереди Добротворской ГРЭС.
- С вводом турбины мощностью 50 МВт и трех турбин по 100 МВт и семи котлов ТП-10 паропроизводительностью по 220 т/ч 16 ноября 1962 года закончено строительство второй очереди электростанции;
- В 1963 начал давать ток генератор № 7 мощностью 150 МВт. 20 июля 1964 был сдан в эксплуатацию последний 8-й генератор (мощность 150 МВт), после чего общая мощность Добротворской ТЭС была доведена до проектной — 700 МВт.

По мере физического и морального старения в 1981—1982 гг. списаны и демонтированы первые три турбогенератора суммарной мощностью 100 МВт и два котла ПК-19 суммарной паропроизводительностью 240 т/ч. В результате установленная мощность Добротворской ТЭС составляет 600 МВт. За время эксплуатации ТЭС с 1955 года по 2004 год произведено 144,5 млрд кВт⋅ч электроэнергии.
Произведённую электроэнергию Добротворская ТЭС отпускает в ОЭС Украины (укр.) и Польшу. Электроэнергия, выработанная на двух энергоблоках по 150 МВт, может передаваться на экспорт по специальной двухцепочечной ЛЭП 220 кВ в город Замостье (Польша). ЛЭП 220 кВ Добротворская ТЭС — Замостье была первой экспортной линией между Советским Союзом и Польской Народной Республикой, с которой начиналась энергосистема «МИР» (объединение энергосистем соцлагеря).
Основной вид топлива — уголь. Для подсветки и розжига котлов используется природный газ или мазут.
Сейчас[когда?]

 на Добротворской ТЭС работает 1633 работников.